# 強烈熱帶風暴南瑪都 (2017年)
強烈熱帶風暴南瑪都（英語：Severe Tropical Storm Nanmadol，國際編號：1703，聯合颱風警報中心：WP052017，菲律賓大氣地球物理和天文管理局：Emong）為2017年太平洋颱風季第3個被命名的風暴。「南瑪都」（Nan Madol，國際音標：[nanˈmadol]）一名由密克罗尼西亚联邦所提供，為波納佩島上的一個著名遺跡南馬都爾。
南瑪都在西菲律賓海發展成熱帶低氣壓後採取西北路徑以時速約35公里直撲臺灣東部並增強為熱帶風暴。南瑪都其後改為以東北路徑穿越八重山群島並進入东海，且進一步增強為強烈熱帶風暴且發展出風眼結構，於7月4日受西風帶影響而加速至每小時約50公里高速橫掃日本，是繼2003年強烈熱帶風暴蓮花後14年以來首個登陸愛媛縣的熱帶氣旋，並在當地造成洪水、劇烈風勢和山崩，截至11日有30死亡，19人失蹤。南瑪都橫過日本後重返西北太平洋並受斜壓和冷空氣影響，於晚間至翌日轉化為溫帶氣旋，最後進入白令海，並侵襲阿留申群島。

## 發展過程
兩股低壓區接連在2017年6月中旬及下旬於西北太平洋生成，當中前者發展為熱帶低氣壓並影響日本，而美國海軍研究實驗室在30日上午9時對位於關島西北方的後者給予熱帶擾動編號97W。聯合颱風警報中心在半小時後對此低壓區形成熱帶氣旋的機會跳過評為「低」而直接評為「中」，且在翌日（7月1日）下午2時提升至「高」，同時發出熱帶氣旋形成警報，與此同時日本氣象廳把該系統升為熱帶低氣壓，再於晚上9時半發佈烈風警告，表示一日內或增強為熱帶風暴，臺灣中央氣象局亦於晚間11時將其升為熱帶性低氣壓，並表示「且有增強為輕度颱風的趨勢」。此時南瑪都的對流雲帶不斷捲入中心，組成一個較為廣闊的低層環流中心，使其確實位置當時難以辨認。
受惠於海水炎熱，垂直風切變微弱，以及有熱帶對流層上部槽強化高空輻散的良好環境下，香港天文台在2日清晨4時45分表示「一個熱帶氣旋似乎在形成中」，後於早上6時45分也把此系統升格為熱帶低氣壓，再於5小時後升為熱帶風暴，此前日本氣象廳和臺灣中央氣象局已接連於早上8時正和早上8時55分作出同等升格，日本氣象廳給予國際編號1703，並命名為南瑪都；但聯合颱風警報中心要到上午11時才把南瑪都升級為熱帶低氣壓，給予熱帶氣旋編號05W；聯合颱風警報中心則在6小時後再於下午5時升為熱帶風暴。當日各官方機構預測南瑪都會進入東海並以熱帶風暴強度在日本九州登陸，但聯合颱風警報中心和某些數值預報運算結果顯示南瑪都會增強為颱風。此外各機構預測的登陸地點亦有差別，當中日本氣象廳的預測路徑顯示南瑪都在山口縣一帶海域近距離掠過後於島根縣登陸，為各機構之中最北者。其後南瑪都進入西風帶，而南面則與熱帶對流層上部槽連接，為此系統帶來極佳的高空輻散，令該系統中心處形成一「雲捲風眼」，其8級風範圍從上午的80公里增大至100公里。
從臺灣中央氣象局的都卜勒雷達回波圖可見，南瑪都在3日於午夜12時10分在石垣島登陸，旋即進入東海並改向東北前進。隨後南瑪都組成中心密集雲團區，而「針眼」亦於衛星雲圖上顯現，促使日本氣象廳在當日凌晨2時50分把南瑪都升為強烈熱帶風暴，而中國國家氣象中心和香港天文台則先後於4日早上8時半和9時跟隨升格；而各官方機構於中午時分在登陸地點上向南調整。受西風帶影響，該系統進一步加速至每小時55公里並改向東北偏東移動，日本氣象廳宣布南瑪都於4日上午7時在長崎市附近登陸。登陸後南瑪都受到地形影響，再加上垂直風切變加強，導致此系統明顯減弱。南瑪都在11時和下午4時分別於愛媛縣宇和島市和和歌山縣田邊市再度登陸，中國國家氣象中心在下午5時7分率先把南瑪降為熱帶風暴，香港天文台於下午6時45分跟隨。伴隨西風帶而來的冷空氣隨即滲入此系統，破壞其暖心結構而令其開始轉化過程。中國國家氣象中心在晚上8時22分表示南瑪都轉化為溫帶氣旋，並對其停止編號；日本氣象廳和臺灣中央氣象局亦分別在5日上午8時50分及上午11時整，作出相同表示；聯合颱風警報中心在5日上午5時把南瑪都降為熱帶低氣壓，並對其發佈最後警報；聯合颱風警報中心在5日清晨5時把南瑪都降為熱帶低氣壓，並對其發佈最後警報。南瑪都的殘餘溫帶系統其後逐漸改回正東北路徑，中心附近最高持續風速於6日上午6時再度發展出8級風風力，晚間改向東北偏北移動，翌日（7日）再改向西北移動，且減弱至熱帶低氣壓強度，隨即將進入白令海之際逆時針轉向，朝着國際換日線方向行進，路徑在中午改向東北，下午再改向南移，到夜間改向正東方向移動，並再度發展出8級風風力，最終在9日完全消散。
中國國家氣象中心在2018年5月1日發佈的「2017年熱帶氣旋最佳路徑數據」中，把南瑪都的強度從每秒25米（每小時90公里）上調至每秒28米（每小時100公里），並把南瑪都的中心氣壓下調至985百帕斯卡，而聯合颱風警報中心也把它的中心最大風速從60節上調至65節。

## 影響

### 臺灣
氣象局在7月1日晚間指出位於菲律賓東北東方海面的熱帶性低氣壓正快速朝著臺灣到琉球群岛間行進中，且有增強為輕度颱風的趨勢，該系統最快於隔日增強為輕度颱風，一旦增強為輕度颱風則或發布海上颱風警報，並密切觀察。氣象局在2日上午把該熱帶性低氣壓升格為輕度颱風後召開記者說明會，表示目前南瑪都可能擦過臺灣東部海域，預計當日下午起東半部風浪加大，晚上至翌日上午將為北部、東北部挾帶短暫陣雨。若未來南瑪都路徑較偏向臺灣，將不排除發布海上颱風警報，若路徑較為偏東、離臺灣較遠，則不會發布警報。氣象局接受中央通訊社電話採訪時表示預估南瑪都將「擦邊」通過臺灣東部海域，發布警報機率不高，但東臺灣沿海一帶仍需提防長浪。南瑪都在3日凌晨橫過石垣島時最接近臺灣，在當地200公里外掠過。當日上午臺灣高溫悶熱，氣溫達攝氏32-34度，而午後則有局部大雨，氣象局提醒要留意午後的天氣變化，外出時要攜帶雨具備用，並提防短時強降雨及雷擊、強陣風等劇烈的天氣現象，山區及溪邊活動要特別注意安全。另外臺灣北部至東北部有8-11級強陣風，近海雖然無明顯強風，但北部、東半部（含蘭嶼、綠島）沿海及馬祖海域有長浪發生的機率，海上作業或海邊活動須特別注意安全。

### 日本
當地發布之最高颱風警報：暴风警报
南瑪都在3日子夜12時10分登陸石垣島，當地吹起8級風，地面觀測站錄得最低氣壓992百帕斯卡。隨後南瑪都增強為強烈熱帶風暴並向本州推進，氣象廳呼籲民眾注意泥石流、水浸、河川水位上升及強風等災害，並發佈疏散警報。南瑪都於4日上午8時在長崎市附近登陸，當地雲仙岳測站錄得高達23.2米每秒的持續風速，在室戶岬的陣風更達45米每秒。南瑪都隨後在下午1時和下午5時分別於愛媛縣宇和島市和和歌山縣田邊市再度登陸。九州在早上錄得一小時45.5毫米的雨量。日本氣象協會表示由於南瑪都環流相對較小，一旦接近就會帶來急降雨及強風，呼籲民眾要留意急劇的天氣變化。
截至5日，南瑪都造成3人受傷，熊本有6.2萬戶停電，長崎亦有6400戶停電，九州新幹線一度停駛，部分班機停飛。
南瑪都過境以後，7月4日晚間到5日上午在中國地方西部的島根縣，5日下午在九州北部的福岡縣、大分縣相繼降下暴雨，並引發洪水、山體滑坡等災害。有氣象學家表示，通常情況下颱風過境會造成梅雨鋒面向太平洋方向移動，吹襲地區天氣放晴；但由於南瑪都登陸後威力急遽減弱而導致梅雨鋒面南移緩慢，最終在九州北部附近停滯不動。由於颱風帶來大量的濕氣，從而在鋒面所在處形成線狀降水帶，降下暴雨。
日本九州自風暴南瑪都吹襲後，連日暴雨成災，增加至21人死亡，至今最少20人失蹤，警方與自衛隊繼續搜救失蹤者。内閣官房長官菅義偉表示，政府正積極檢視受災情況，一旦界定今次暴雨為特大災害，中央政府將提高對災區的資金援助。

## 外部連結
| 太平洋颱風季             |
| 主題頁 - 專題 - 編輯指南 |

- （英文）颱風2000：各氣象部門對南瑪都的預測路徑集合 （页面存档备份，存于）
- （英文）美國太空總署：相關資料 （页面存档备份，存于）
- （日語）日本氣象廳：數位颱風網資料（日文版 （页面存档备份，存于）、英文版 （页面存档备份，存于））、1703最佳路徑數據（日文版 （页面存档备份，存于）、英文版 （页面存档备份，存于））、2017年熱帶氣旋最佳路徑圖（日文版 （页面存档备份，存于）、英文版 （页面存档备份，存于））、2017年熱帶氣旋最佳路徑數據 （页面存档备份，存于） （页面存档备份，存于）
- （英文）美國聯合颱風警報中心：05W最佳路徑數據 （页面存档备份，存于）、南瑪都最佳路徑圖 （页面存档备份，存于） （页面存档备份，存于）
- （英文）美國海軍研究實驗室：05W檔案[]
- （简体中文）中國國家氣象中心：2017年熱帶氣旋最佳路徑數據 （页面存档备份，存于）
- （繁體中文）臺灣交通部中央氣象局：颱風資料庫——南瑪都
- （繁體中文）香港天文台：2017年7月熱帶氣旋概述 （页面存档备份，存于）、實時天氣稿（7月2日 （页面存档备份，存于）－3日 （页面存档备份，存于）－4日 （页面存档备份，存于）－5日 （页面存档备份，存于））
- （英文）菲律賓大氣地球物理和天文管理局：熱帶氣旋發佈存檔 （页面存档备份，存于）、《2017年熱帶氣旋路徑年報》 （页面存档备份，存于）